# Liste der Bodendenkmale in Huy (Gemeinde)
In der Liste der Bodendenkmale in Huy sind alle Bodendenkmale der Gemeinde Huy und ihrer Ortsteile aufgelistet. Grundlage ist die Veröffentlichung der Landesdenkmalliste mit Stand vom 25. Februar 2016.  Die Baudenkmale sind in der Liste der Kulturdenkmale in Huy aufgeführt.
| Denkmal-ID | Fundart             | Ortsteil                | Bezeichnung                                         | Zeitstellung | Lage | Bemerkungen | Bild |
| ---------- | ------------------- | ----------------------- | --------------------------------------------------- | ------------ | --- | --- | ---- |
| 428311001  | Befestigung > Burg  | Aderstedt               | abgetragene rechteckige Niederungsburg              | undatiert    | nördlich des ehemaligen Gutes am Dorfnordrand (Lage)                                                         | Umgrenzt wird das Areal durch einen teilweise modern genutzten, umgestalteten Entwässerungsgraben, welche mit hoher Wahrscheinlichkeit ursprünglich ein Burggraben war. Anlage selbst ist deutlich erkennbar. Das Zentrum der Anlage bildet eine Gruft. |      |
| 428311002  | Befestigung > Burg  | Anderbeck               | überbaute Burganlage                                | undatiert    | Nordteil des Dorfes, ehemaliger Klosterhof ()                                                                | Auf den betreffenden Gelände befindet sich ein Agrarbetrieb. |      |
| 428311003  | Befestigung > Burg  | Badersleben             | Burghügel                                           | undatiert    | Südostecke des Dorfes (Lage)                                                                                 | Privatgrundstück, Burghügel prägt sich deutlich im Grundstück heraus. |      |
| 428311007  | Befestigung > Burg  | Dedeleben               | überbaute Burganlage, ehemaliger „Wrampehof“        | undatiert    | ehemaliger „Wrampehof“ (aufgesiedelt), Südteil des Dorfes ()                                                 | Von der Westseite etwas einsehbar, das Gelände zw. Feuerwehr, B 244 und Wrampestraße ist ringsum bebaut. |      |
| 428311006  | Befestigung > Burg  | Dedeleben               | überbaute Burganlage „Hüneckeshof“                  | undatiert    | Nordteil des Dorfes ()                                                                                       | |      |
| 428311013  | Grabmal > Grabhügel | Dingelstedt am Huy      | Grabhügel                                           | Bronzezeit   | neben dem Friedhof, dicht südlich des Dorfes (Lage)                                                          | Großer Hügel mit annähernd rechteckiger Form. |      |
| 428311014  | Befestigung > Burg  | Dingelstedt             | überbaute Burganlage, Kloster „Huysburg“, Höhenburg | Mittelalter  | (Lage) | Gut erhaltene Klosteranlage in restauriertem Zustand. |      |
| 428311020  | Befestigung         | Dingelstedt             | Befestigung                                         | undatiert    | 1 km süd-südöstlich von Dingelstedt, nahe dem Westerburger Berg ()                                           | |      |
| 428311016  | Befestigung > Burg  | Eilsdorf                | Burghügel „Bockshorenberg“                          | undatiert    | dicht südlich am Ort, in der Nähe des Sportplatzes (Lage)                                                    | Gut erhaltener Burghügel (Grabhügel ebenfalls denkbar), im Zentrum als Naturdenkmal gekennzeichnet (große Eiche und Linde). |      |
| 428311023  | Befestigung > Burg  | Huy-Neinstedt           | Burgwall ‚Altenburg‘                                | undatiert    | Spornlage westlich vom Ort (Lage)                                                                            | |      |
| 428311041  | Befestigung         | Pabstorf                | Steinturm                                           | Mittelalter  | 3,4 km nordwestlich vom Ort ()                                                                               | Vermutlich komplett abgetragen. Stellte wohl eine Warte des Bistums Halberstadt dar. |      |
| 428311015  | Befestigung         | Röderhof                | befestigte Höhensiedlung                            | undatiert    | plateauartig, westlich vom Röderhof (Lage)                                                                   | Bei dem Gelände handelt es sich um ein umzäuntes Grundstück des WAZ Huy-Fallstein (Wassergewinnungsanlage Röderhof). Das Areal erhebt sich plateauartig mit starkem Gefälle nach Osten.                                                                 |      |
| 428311044  | Befestigung         | Röderhof                | Höhensiedlung, Burgwall                             | Bronzezeit   | im Wald, 100 m südlich vom Ort, am Schalksberg ()                                                            | |      |
| 428311154  | Befestigung         | Sargstedt (Dingelstedt) | Wartturm ‚Sargstedter Warte‘                        | Mittelalter  | ca. 1,3 km nordwestlich von Sargstedt, am südlichen Rand des Huy, unmittelbar östlich des Paulsberges (Lage) | gut erhaltener Wartturm (quadratisch, ca. 15 m hoch, Muschelkalk), restauriert und begehbar; erbaut 1280, zerstört 1425, Neuaufbau 1453, saniert 2009                                                                                                   |      |
| 428311032  | Befestigung > Burg  | Schlanstedt             | überbaute Burgstelle                                | undatiert    | ehemaliges Gut, leichte Spornlage, „Steiler Berg“, Südteil des Dorfes (Lage)                                 | kleine, massive Burgfeste, Grundsteinlegung um 934, Errichtung des Bergfrieds Mitte des 12. Jahrhunderts |      |
| 428311045  | Grabmal > Grabhügel | Vogelsdorf              | Grabhügel                                           | undatiert    | im Feld, 300 m südöstlich vom Ort (Lage)                                                                     | Deutlich vorhandene Geländekuppe, welche sich jedoch nur leicht vom Umfeld abhebt. Grabhügel möglich. |      |
| 428311037  | Befestigung > Burg  | Westerburg              | Burgwall „Bannersburg“                              | Mittelalter  | östlich von Westerburg (Lage)                                                                                | Fast quadratisch geformt mit 3 Wällen, wobei 2 Wälle durchgängig und der dritte nur in Teilbereichen erkennbar ist. Wälle teilweise bis zu 8 m hoch |      |
| 428311036  | Befestigung > Burg  | Westerburg              | Burganlage, überbaut – Wasserburg                   | Mittelalter  | ehemaliges Gut, Südteil des Ortes (Lage)                                                                     | An der Straße der Romanik, laut Hinweisschild um 770/780 durch Karl d. Großen als Militäraußenposten gegründet. Heute Hotel- und Gastgewerbe, gut saniertes Gebäude mit Schlosspark.                                                                    |      |